# Бруно Родзік
Бруно Родзік (фр. Bruno Rodzik, 29 травня 1935, Жиромон — 12 квітня 1998, Тьйонвіль) — французький футболіст польського походження, що грав на позиції захисника.
Виступав, зокрема, за клуби «Реймс» та «Ніцца», а також національну збірну Франції.

## Клубна кар'єра
У дорослому футболі дебютував у дев'ятнадцятирічному віці у складі клубу «Жиромон» з однойменного рідного міста в третьому французькому дивізіоні, де відіграв три сезони.
Своєю грою за цю команду привернув увагу представників тренерського штабу клубу «Реймс», до складу якого приєднався 1957 року. У першому ж сезоні у новому клубі оформив «золотий дубль», ставши чемпіоном Франції та володарем національного кубка, при цьому зігравши у чемпіонаті лише у п'яти матчах і не взявши участі у фінальному матчі кубка. Починаючи з сезону 1958/59 років став стабільним гравцем основи, виходячи практично в кожному матчі національного чемпіонату. У сезоні 1959/60 років виграв другий титул чемпіона Франції, а третій титул був здобутий у сезоні 1961/62 років. Крім того у 1959 році грав у фінальному матчі Кубка чемпіонів, в якому «Реймс» програв «Реалу» з рахунком 0:2. Всього відіграв за команду з Реймса сім сезонів своєї ігрової кар'єри.
1964 року перейшов до клубу «Ніцца», за який відіграв 4 сезони. Граючи у складі «Ніцци» також здебільшого виходив на поле в основному складі команди і в перший сезон допоміг клубу піднятися до вищого дивізіону, а через три роки став з командою віце-чемпіоном Франції. Завершив професійну кар'єру футболіста виступами за команду «Ніцца» у 1968 році.

## Виступи за збірну
27 березня 1960 року дебютував в офіційних матчах у складі національної збірної Франції в грі відбору на Євро-1960 проти Австрії (4:2). 
У складі збірної був учасником домашнього чемпіонату Європи 1960 року, де зіграв в обох матчах, але французи їх програли і посіли останнє 4 місце.
Останній матч за збірну зіграв 11 листопада 1963 року проти Швейцарії (2:2). Загалом протягом кар'єри в національній команді, яка тривала 4 роки, провів у її формі 21 матч.

## Досягнення
- Чемпіон Франції:

«Реймс»:  1957–58, 1959–60, 1961–62
- Володар Кубка Франції:

«Реймс»:  1957–58
- Володар Суперкубка Франції:

«Реймс»:  1958, 1960

## Особисте життя
У першій частині свого життя Бруно Родзік одружився з Пальмою, від якої у нього було три дочки — Корінна, Наталі та Мілен. Пізніше він одружився з Монік, від якої мав доньку Керолайн.
Помер 12 квітня 1998 року на 63-му році життя у місті Тьйонвіль.